# トム・パーカー (マネージャー)
トマス・アンドリュー・"トム"・パーカー大佐（Colonel Thomas Andrew "Tom" Parker、出生名：アンドレアス・コルネリス・（"ドリエス"）・ファン・カウク、Andreas Cornelis ("Dries") van Kuijk、1909年6月26日 - 1997年1月21日）は、パーカー大佐（Colonel Parker）と通称される、オランダ生まれの芸能インプレサリオ。エルヴィス・プレスリーのマネージャーだったことで広く知られている。

## 概要
パーカーによるプレスリーのマネジメント手法は、プレスリーの生活のあらゆる側面に関与するものであり、タレントのマネジメントを統括する役割のあり方を決定づけるとともに、プレスリーの驚異的な成功に中心的な役割を果たしたものと考えられている。「大佐（カーネル）」は、クライアントの利益のためには容赦なく相手から搾り取り、その稼ぎの中から、一般的な10％から15％という水準以上の自分の取り分を得ていた。その額は、プレスリーの晩年には、最大50％に達していたという。プレスリーはパーカーについて、「彼がいなかったらこんなにビッグになっちゃいないよ。彼はとても賢い男さ。(I don't think I'd have ever been very big if it wasn't for him. He's a very smart man.)」と述べている。長年に渡り、パーカーはアメリカ合衆国生まれであると詐称していたが、実際にはオランダのブレダ生まれであることが後に明らかになった。また、音楽プロデューサーとしても活動していた。

## 生い立ち
パーカーは、アンドレアス・コルネリス・ファン・カウクとして、オランダのブレダで、カトリック家庭の11人兄弟姉妹の7番目に生まれた。少年の頃は、ブレダのカーニバル（謝肉祭）などで呼び込み (barker) として働き、後に芸能界で働く上で必要となった様々なスキルを身に付けた。
15歳でパーカーは、港で船に乗る仕事を得て、港町ロッテルダムへ移り住んだ。17歳のときには、「富を築く」ためにアメリカへ脱出したいという意思を見せるようになり、翌年には、しばらくは何とかできるくらいの金を貯めた上で、乗り込んでいた雇い主の船から跳びおりて、アメリカへ密入国した。この最初の渡米の際には、ショトーカ運動 (Chautauqua) のテント・ショーの一座に加わって旅をしたが、その後はオランダに短期間だけ帰国した。
パーカーの伝記を著したアランナ・ナッシュは、当時まだファン・カウクとして知られていたパーカーが、ブレダで殺人事件の容疑者となった、あるいは、少なくとも何らかの関与が疑われたのではないか、という疑惑があることを、後に繰り返し述べている。これが事実であれば、オランダは犯罪人引渡し条約をアメリカ合衆国と締結していたので、オランダ当局によるこの事件の追及から免れようとしたパーカーが、パスポートを取得せずに密入国を試みたのかもしれない。

### アメリカ移住
パーカーは、20歳で米国に戻り、オランダでの経験を活かしてカーニバルで働き始めた。パーカーは、密入国者であることを欺くために、アメリカ陸軍に志願し、面接に当たった士官の名をそのままとって「トム・パーカー」と名乗るようになった
パーカーは、ハワイのフォート・シャフター (Fort Shafter) 基地に、沿岸砲第64連隊の一員として2年間駐屯した後、程なくしてフロリダ州のフォート・バランカス (Fort Barrancas) 基地に移った。それまでパーカーは名誉ある勤務態度でいたが、許可なく部隊を離れ (AWOL)、敵前逃亡に問われた。パーカーは懲罰として独居房に禁固となったが、精神病を発症して精神病院に2か月入院した。こうした精神状態を踏まえ、陸軍はパーカーを除隊させた。
除隊後のパーカーは、食品の売り子から、カーニバルの人寄せまで、様々な仕事を渡り歩いた。この間、パーカーは、後々役立つことになる人脈を築き始め、権威や影響力のある人々とも交わった
1933年、パーカーは27歳だったマリー・フランシス・モット (Marie Francis Mott) と結婚した。夫婦は、世界恐慌の中を必死に生き延び、詐欺行為を働きながら、仕事を求めて米国中を旅して回った。後にパーカーは、週にたった1ドルし使えないこともあったと、しばしば述べるようになった。

## タレント・マネジメント経歴（1938年 – 1954年）
パーカーの音楽産業への関わりは、1938年にポピュラー歌手ジーン・オースティン (Gene Austin) のプロモーターになったことがきっかけであった。1924年以来、8600万枚以上のレコードを売り、1700万ドル以上を稼ぎながら、当時のオースティンは不振に陥っていた。オースティンはそれまでに稼いだ金のほとんどを、パーティーや車、大邸宅、そして女性たちに浪費して尽くしており、かつての人気も、ビング・クロスビーなど、新しい歌手たちの台頭によってすっかり翳リを見せていた。このスターをプロモートする仕事に就いたパーカーは、自分のカーニバルでの経験を活かせば、チケットを売り、群衆を集めることがスムーズにできるようになることを悟った。パーカーは非常に優秀なプロモーターであったが、彼の関心はマネジメントへと向けられていた。
オースティンはパーカーに、当時すでに音楽が大きなビジネスになりつつあったテネシー州ナッシュビルへの移住の機会を提供したが、理由は分かっていないがパーカーはこの申し出を断った。パーカーは、家族とともにフロリダ州テンプル・テラス (Temple Terrace) にそのまま住み続けることになったが、おそらくは転居の際にいろいろな手続きをする中で不法在留が明るみに出るおそれたためだったのであろう。しかし、その後1年も経たないうちに、第二次世界大戦の開戦後に成立した、求められれば米国のために戦うと誓約することと引き換えに不法在留外国人にも合衆国市民権を与えるとした、1940年外国人登録法（Alien Registration Act of 1940：通称スミス法 (Smith Act)）によって、アメリカ合衆国の合法的市民となる機会を得た。しかし、パーカーはこのとき登録をしなかったが、おそらくは軍務に就いていた前歴が公になることを避けたかったからだったのだろう。
代わりにパーカーは、地元の動物保護施設を運営していたヒルズボロ郡人道協会 (the Hillsborough County Humane Society) の現場担当者の仕事を見つけた。この仕事は、安定した給与をもたらした上、ウェスト・タンパ (West Tampa) の外れにあった協会施設の上階に家族とともに住み込める家賃無料の住居をパーカーに与えた。協会は、資金集めの活動を必要としており、パーカーはこの動物保護施設への認知を広め、資金を集めるために、自らのプロモーションの経験を活かした。
資金集め活動の中で、パーカーはチャリティ行事に出演する芸能人たちを見つけにテネシー州へ向かい、ミニー・パールやエディ・アーノルド (Eddy Arnold) といったスターたちを含め、芸能人たちを呼び寄せた。こうしてパーカーは、協会のためではなく自身のビジネスとして、再び音楽プロモーションに、以前より深く関わることになった。
1945年、パーカーはアーノルドの常勤のマネージャーとなり、アーノルドの売り上げの25％を得るという契約を結んだ。その後、数年間にわたって、パーカーはアーノルドのヒット曲、テレビ出演、ライブ・ツアーを支え続けた。
1948年、パーカーは、かつてカントリー歌手だったルイジアナ州知事ジミー・デイヴィスの選挙運動に貢献し、デイヴィスからルイジアナ州民兵名誉大佐（カーネル）の称号を与えられた。パーカーはこの称号を生涯を通して使い続け、知人たちの間では、単に「大佐/ザ・カーネル (the Colonel)」で通っていた。
1952年、トミー・サンズ (Tommy Sands) という歌手がパーカーの目に留まり、パーカーはすぐにこの若者を売り出しにかかった。パーカーはライブの場を設け、15歳だったサンズの父親のような存在となった。パーカーは、サンドをロイ・ロジャース (Roy Rogers) の後継者のように育てようとしたが、サンズ自身はそうした目論見に関心は示さなかった。そこでパーカーは、RCAレコードのスティーヴ・ショールズ (Steve Sholes) のもとにデモ録音を送った。ショールズは、サンズにはほとんど関心を示さなかったが、サンズのために録音にふさわしい曲を探すことを約束した
パーカーが歌手ハンク・スノウ (Hank Snow) との仕事に時間を大きく割くようになったため、エディ・アーノルドはパーカーを解雇した。しかし、その後もパーカーは、アーノルドのライブ・ツアーの多くに関わり、契約を打ち切りたいなら5万ドルを支払うようアーノルドに要求した。パーカーとスノウは、その後も上手く協力しあい、後にはハンク・スノウ・エンタープライジズ・アンド・ジャンボリー・アトラクションズ (Hank Snow Enterprises and Jamboree Attractions) を創設し、売り出し中のカントリー歌手であったスノウにとっての成功したプロモーション手段とした。

## エルヴィスとの出会い
1955年はじめ、パーカーはエルヴィス・プレスリーという名の若い歌手の存在に気づいた。プレスリーは流行のスタイルとは異なる歌い方をしており、パーカーは即座にその音楽スタイルの将来性に関心をもった。エルヴィスの最初のマネージャーだったのは、ギタリストのスコティ・ムーアだったが、これはサン・レコードのオーナーであるサム・フィリップスからエルヴィスをあくどい音楽プロモーターたちから守るためにマネージャーになるよう言われてのことだった。当初、エルヴィスは、ムーアと、ベーシストのビル・ブラック (Bill Black) とともに、ブルー・ムーン・ボーイズ (The Blue Moon Boys) という3人組のメンバーであった。しかし、エルヴィスがフィリップスと契約を交わした際に、ムーアとブラックは契約の対象とされなかった。フィリップスは2人に対して、（自分とではなく）エルヴィスとの間で別個の契約を結ぶよう告げた。ムーアによれば、収入の半分をエルヴィスが、残り半分をムーアとブラックが分けるということで、合意が成立した。ムーアがエルヴィスと結んだ1年だけのマネジメント契約は、マネジメント手数料として収入の10%をムーアに支払うというものであったが、ムーアは、実際にはこれを受け取らなかったと述べている。エルヴィスたちが最初の録音セッションを行なった8日後にあたる、1954年7月12日付の契約書には、エルヴィスと両親が署名をしている。この契約が満了したとき、メンフィスのラジオ局のパーソナリティだったボブ・ニール (Bob Neal) が割り込み、フィリップスと契約してエルヴィスのマネージャーとなった。この時点で、ムーアとブラックは、フィリップスともエルヴィスとも、何らかの契約関係が無くなってしまった。ニールは、当時、新たな顧客であるエルヴィスの売り込みに苦戦していたが、エルヴィスは1955年2月にパーカーと会って、パーカーにその後の仕事のブッキングやプロモーション活動について、パーカーに一定の権限を与えることに合意した。
パーカーとニールは、プレスリーを売り込むために、自分たちが運営していた「ハンク・スノウ・ツアー」にエルヴィスを加えて、ツアーに出した。ニールは依然としてプレスリーの正式なマネージャーであったが、プレスリーのキャリアへの関与を益々拡大していったパーカーは、1955年夏にはプレスリーの「特別顧問」になった。この時点で、プレスリー自身はまだ未成年であったため、契約には本人とともに両親が署名する必要があった。パーカーの役割の中には、より大きなレコード会社との契約を獲得することも含まれていた。プレスリーは、キャリアの最初からサン・レコードに所属していたが、レーベルのオーナーであったサム・フィリップスは、プレスリーの成功のためには、もっと大きなレコード会社の支援が必要だと感じ取っていた。しかし、フィリップスは、簡単にはプレスリーを手放さず、パーカーに対して、プレスリーとの契約を解除するには、当時としてはまったく破格の4万ドルを要求すると伝えた。
パーカーは、すぐにプレスリーのために新しいレーベルを見つけることに取りかかった。マーキュリー・レコードやコロムビア・レコードも関心を示したが、彼らの提示した条件は、4万ドルには遠く及ばなかった。ハンク・スノウが所属していたレーベルであるRCAビクターも関心を示したが、やはり既存の契約解除にかかるコストを考えて、話は進まなかった。しかし、RCAビクターのプロデューサーであったスティーヴ・ショールズは、しかるべきレーベルから売り出せば、プレスリーの音楽のスタイルは巨大なヒットにつながるはずだと確信し、パーカーとの交渉を始めた。RCAは、事実上無名の歌手のために2万5千ドルを出すことはできないと明言したが、パーカーは、プレスリーはただの無名歌手ではないと説得した。同じころ、プレスリーの売り込みが、契約解除コストのために失敗する可能性があると考えたパーカーは、代わりに再度トミー・サンズをRCAに売り込もうとした。パーカーはショールズに、サンズならプレスリーのようなスタイルでレコードを作れるだろうと売り込んだが、ショールズは、以前のサンズとの経験から、プレスリーの代わりにはならないとして、サンズの話は却下された。
11月、パーカーとスノウは、サン・レコードからプレスリーを4万ドルで買い取るようRCAを説得し、11月21日、プレスリーの契約は、正式にサン・レコードからRCAビクターへ譲渡された。この契約の署名に立ち会ったスノウは、彼がパーカーと共有していたジャンボリー・アトラクションズ社とマネジメント契約を結んだものと考えていた。しかし、これは誤解であり、実際にはエルヴィスとボブ・ニールとの契約がまだ有効であった。11月21日に署名されたのは、レコード・レーベルの移動に関する内容だけであった。経済的にもっと大きな意味を持った取引は、1956年3月にニールとプレスリーとのマネジメント契約が切れた時点で、その更新を求めないことにニールが同意したことであり、これによってパーカーは自らがマネージャーとして名乗りを上げる機会を得たのであった。

## エルヴィスのマネジメント

### エルヴィスとの契約：1956年 – 1957年
1956年3月26日、エルヴィスとニールのマネジメント契約が失効した後、エルヴィスはトム・パーカー大佐に独占代理権を委ねる契約をした。その後、ハンク・スノウが、エルヴィスとの契約の内容についてパーカーに尋ねたところ、パーカーはスノウに「君はエルヴィスとは何の契約もしていない。エルヴィスは大佐と独占契約を結んだ。」と答えた。
RCAビクターからの最初のシングル盤となった1956年の「ハートブレイク・ホテル」で、プレスリーは、ただの話題性だけではなく、本物のレコーディング・スターになった。1956年以降、パーカーは、彼の新しいスターを全国的に売り出すべく動き始めた。彼はプレスリーのために、『The Milton Berle Show』や『エド・サリヴァン・ショー』といった人気テレビ番組への出演を取り付け、テレビ出演者として最高級の金額にあたる出演料を確保した。この年の夏までに、プレスリーは、最も名の売れた新人のひとりとなり、新たな十代の聴衆には大々的な興奮を巻き起こし、一部の年長の聴衆や宗教団体には、大々的な怒りを巻き起こした。
パーカーは、ビバリーヒルズの映画関連商品販売業者であったハンク・サパーステイン (Hank Saperstein) と、プレスリーをブランド名とすることで4万ドル近い商品化権の契約を結んだ。 チャームブレスレットからレコード・プレーヤーまで、78種類の商品で展開されたプレスリー関連商品は、1956年末までに2200万ドルを売り上げた。パーカーはその利益の25パーセントを手中にし、彼以前のマネージャーたちが夢見ることさえできなかったような、アーティストから金を生む様々な新しい手法を編み出した。パーカーは、「私はエルヴィスが大嫌い (I Hate Elvis)」ト書かれたバッジを、そういうもの以外では金を出してくれそうもない（エルヴィス嫌いの）人々にも売ろうというアイデアさえ思いついた。
4月、パーカーは、エルヴィスの売り込みに関して最初の間違いを犯してしまった。パーカーは、エルヴィスに4週間のラスベガスでの仕事を入れたが、これはラスベガスに集まる、少し年齢層が高い、よりおとなしい聴衆の反応を読み誤った結果であった。アメリカの若者の間で、ヒットの最中にあったプレスリーだったが、ラスベガスの中年の聴衆には、何かしら奇妙な存在としか映らなかった。プレスリーを、ピーナッツを欲しがる猿のように叫び声をあげながら腰を振る姿から、道化のような人物と見た者もいれば、そのパフォーマンスが粗野で、深夜の紳士向けクラブにふさわしい類のものだと思った者もいた。数回のショーで、極めて冷ややかな反応を受けた後、パーカーはプレスリーの出演を2週間で打ち切ることにした。後にプレスリーは、このときの出来事を、自分のキャリアで最悪の事態のひとつだった、としばしば語った。
こうした躓きはあったものの、プレスリーの人気は、いよいよ勢いを増した。プレスリーは最初にパーカーと会った時から、映画への出演に意欲を示していたが、パーカーはいよいよその実現に動いた。パーカーはプレスリーのためにパラマウント映画のスクリーン・テストの機会を設け、そこでプレスリーは演技力を印象づけ、7本の映画への出演を契約した。パーカーはこの契約に、少なくとも年に1本は他の映画スタジオで映画を撮る自由をプレスリーに認める、という条件を盛り込み、さらにパラマウントの中に、スタッフが常駐する事務所を構えることに成功した。プレスリーの映画出演は、当初は真剣に俳優としての可能性を追究しようとするものだったが 、シングル盤やアルバムを映画とともに一緒に宣伝する可能性が見えてくると、パーカーは映画作品の中で歌うよう、プレスリーを説得した。この目論見は、大儲けに繋がり、特に初主演映画『The Reno Brothers』（後に曲名と同じ『Love Me Tender』に改題）からのシングル「ラヴ・ミー・テンダー」は、予約だけで100万枚以上が売れた。1956年末までに、パーカーはプレスリーを、世界中で最も有名で、最も高い出演料が支払われるエンターテイナーに仕立て上げた。
1957年、パーカーは、プレスリーの生い立ちや活躍を下敷きにしたNBCのドラマ『The Singing Idol』の出演者のオーディションに、トミー・サンズを送り込み、遂にサンズを大きく売り出すことに成功した。当初、NBCは、プレスリーにこの役を演じて欲しいと望んだが、パーカーはこれを拒んでいた。ドラマの中では、パーカーにあたるマネージャー役は、「ひねくれた精神病質者 (twisted psychopath)」として描かれた。批評家たちは、このドラマや主演したサンズを非常に高く評価し、これによってサンズは、1週間も経たないうちにキャピトル・レコードとの契約に漕ぎ着けた。程なくして、サンズの歌う「Teenage Crush」がポップ・チャートの3位まで上昇し、最終的には80万枚を売るヒットとなった。

### エルヴィスの兵役：1958年 - 1960年
パーカーとエルヴィスは大きな成功を手に入れたにも関わらず、パーカーは、エルヴィスの人気は1-2年しか続かないだろうと信じ込もうとしていた。マネジメント業についた初めの頃以来、パーカーは多数の人々の盛衰を目にしてきており、パーカーにとって最も成功した出し物だったとはいえ、プレスリーをそのような盛衰の例外だと考えるのは、馬鹿げているように思われた。1958年1月、プレスリーは、アメリカ陸軍から召集令状を受け取った。プレスリーは、兵役が自分のキャリアに影響するのではないかと考えて動揺したが、パーカーは密かに大喜びした。その頃、プレスリーはパーカーに反抗する姿勢を見せる兆しがあったが、陸軍で厳しい扱いを受ければ、それも収まるだろう、とパーカーは考えた。
パーカーは将来を考え、プレスリーを説得して、通常の一兵卒として兵役に服させた。プレスリー自身は、特別サービス部隊 (Special Services, SS) に加わって、パフォーマンスをしながら、他の一般の兵士たちより気楽な任務につくことを望んでいた。しかし、パーカーは、プレスリーがいかなる形でも特別扱いされるようなことがあれば、プレスリーの音楽スタイルを嫌う人々やメディアから、格好の非難材料に使われるであろうことを見越していた。もし、プレスリーが、他の普通の若者たちと変わらないのだということを世界に示すことができたなら、もっと多くの人々がプレスリーと、その音楽を受け入れるはずだ、とパーカーは考え、プレスリーを説得した。パーカーはまた、もし少しでもプレスリーに兵役を回避させようと試みれば、パーカー自身の軍歴が詮索されることになりかねないとも懸念していた。さらにパーカーは、破壊された側の世界（敗戦国など米軍が進駐した地域のこと）で最も有名な髪型である、陸軍流の髪型に刈り上げられる場面を含め、プレスリーの入営をメディアに取材させれば、プレスリーを宣伝する格好の機会になることも見通していた。
プレスリーがドイツで兵役に就いている間、パーカーはプレスリーの名が人々の間に広まり続けているよう、懸命に動き回った。RCAが、そして何より一般大衆が、プレスリー関係の素材をもっと欲しがるように仕向けておけば、兵役を終えてプレスリーが復帰した際に、より良い条件で契約交渉に臨めると踏んでいたのである。パーカーはプレスリーのために、入営前にシングル盤5枚分の録音を手配し、RCAが2年間に途切れることなくシングルを出し続けられるようにしておいた。RCAは、プレスリーに何とかドイツでも録音をさせようとしたが、パーカーは、ドイツで録音スタジオに入って歌うようなことをすれば、一兵卒として軍務に就いているプレスリーの評判が台無しになるとして、これに反対した。兵役に就いている間も、プレスリーは定期的に新聞記事の題材となり、除隊して帰国したらケーブルテレビでライブ放送をするらしいとか、テレビで全国中継されるスペクタクル番組の年間契約に合意したようだ、といった話が流された。これらはいずれも、でっち上げ の虚報であったが、プレスリーの名を人々の目に見えるところに置き続けたのである。
パーカーは、プレスリー不在の間も事態を完全に掌握しているように見えたが、それでもドイツで外部からの影響がプレスリーに及ぶのではないかと心配した。パーカーはヨーロッパへ渡ることは拒み、外国語が使えることも否定していた。代わりに、ヨーロッパ滞在中にプレスリーを補佐するビジネス・アソシエイトとして、プレスリーの取り巻きの友人を派遣して、電話と手紙で頻繁に連絡を取った。パーカーは、マネージャーを引き受ける者は他にもおり、25パーセントもの取り分を要求する契約などは求めない、とプレスリーが考えるのではないかと虞れていた。またパーカーは、この時点でもプレスリーの人気が失墜し、無に帰すのではないか、人々が誰か新しいスターを見つけ出してしまうのではないか、自分の金の卵を生むガチョウ（プレスリーのこと）が、たんなる「かつては...」という存在に落ちぶれてしまうのではないかと恐れていた。

### エルヴィスの復帰：1960年 – 1965年
プレスリーが除隊となって帰国した1960年3月、パーカーはワシントンD.C.からメンフィスまでの列車を手配し、途中の駅に停車するごとに、ファンたちが彼らのアイドルに直接会えるようにした。もし、パーカーが、エルヴィスの復帰に一抹の不安を抱いていたとしても、エルヴィスの帰路に起こった出来事を知れば、すぐに消し飛んだことだろう。
フランク・シナトラは、プレスリーとロックンロールを、50年代の汚点だと言い放っていたが、この頃には、何とかプレスリーを自分の番組に出演させたいと考えるようになっていた。かつての厳しい非難を忘れるような人物ではなかったパーカーは、出演料は、2曲歌い、のべ8分間の出演で125,000ドルだと公言した。この金額は、番組全体への出演に対してシナトラ自身が得ていた総額よりも大きかった。シナトラはこの条件に合意し、1957年1月の『エド・サリヴァン・ショー』以来、久々の全国放送テレビ番組への出演となったシナトラの特別番組は『en:The Frank Sinatra Timex Show: Welcome Home ElvisWelcome Home Elvis（お帰りなさいエルヴィス）』と題された。
シナトラの特別番組の後、パーカーは、プレスリーの将来をハリウッドに託すことにした。パーカーは、プレスリーを、10年間にわたって毎年3本の映画とサウンドトラックを生み出す娯楽機械に仕立て上げようと構想した。1960年、パーカーはプレスリーに3回のライブ・ショーをさせたが、これはいずれもチャリティ行事であり、そのうち2件はメンフィスで、1件はハワイで行なわれた。その後は、1968年まで、プレスリーは一度もライブ公演を行なわず、ファンとの直接の接触はほとんどなくなった。パーカーは映画会社と長期契約を結んだが、これは自分とプレスリーに仕事と収入が保証されることを狙ったものであったかもしれない。しかしこれは、一方では、パーカーにとっては失敗でもあった。もしパーカーが、映画1本ごとに、その直前の映画の興行成績に基づいて、その都度契約を結んでいれば、得られた報酬はもっと多くなっていたことだろう。1960年代を通して、パーカーはプレスリーの映画契約に関する交渉を続けたが、脚本の内容や、制作者側の思惑は、ほとんど意に介さなかった。パーカーの持ち出す条件には、映画会社側にとっては無理難題も多く、映画プロデューサーのハル・B・ウォリスは、「悪魔との契約は止めてしまおうかとも考えた (I'd rather try and close a deal with the Devil)」とこぼしたと伝えられている。
プレスリーは、年にアルバム3枚だけをRCAに提供すればよい立場だったが、映画のサウンドトラックによってこの義務は果たされた。プレスリーはツアーもせず、公の場に姿を現すこともなく、パーカーは経費を最小限に維持することができた。最初の数年間は、プレスリーの映画はそこそこの成功を収め、アルバムもチャートの首位まで上昇し、どんなシングル盤もほとんどがヒットした。しかし、時の流れとともに、また世界的現象としてのビートルマニアが始まると、ビートルズが音楽チャートを支配するようになるにつれて、プレスリーの人気は徐々に沈んでいった。それでも、プレスリーの映画は利益を生んでいたし、アルバムの売れ行きも好調だったが、収益は減少していった。このためパーカーは、映画の制作経費を引き下げようと、スケジュール管理を厳格にしつつ、揉め事を極力避けるようになった。

### 行き詰まり：1966年 – 1967年
その後の1960年代の残りの時期、プレスリーはエキゾチックなロケーション撮影と平凡な歌に依存した映画を作り続け、逃れる事のできない契約に縛られていた。パーカーは、映画の良し悪しは気にかけなかったが、収益にはうるさかった。プレスリーが、脚本がひどいからもっと良いものにして欲しいとこぼしたとき、パーカーはプレスリーの贅沢三昧の生活スタイルの状態と、ほとんど何もせずに年100万ドルを稼げる状態をフイにするかもしれないリスクを指摘した。ビートルズ、スプリームス、ローリング・ストーンズ、ボブ・ディランといったアーティストたちがチャートを席巻するようになる中、プレスリーのキャリアは動きを止めていた。パーカーは、後に1983年になって、プレスリーの映画とサウンドトラックから得られた収入が1966年以降は劇的に減少していたことを認めた。
収入減を挽回するため、パーカーは、プレスリーの黄金のキャデラックをツアーに送り出す手配をした。パーカーがRCAに24,000ドルで売ったキャデラックは、プレスリーの最新の映画『フランキー and ジョニー (Frankie & Johnny)』の宣伝のために利用された。このキャデラックのツアーは、映画自体よりも大きな反響を呼ぶ成功を収めた。ニューストンでは、ある日の午後だけで、4万人がこのキャデラックを見るために入場料を支払い、ある女性などは、この車の座席に座らせてもらえるならツアー・マネージャーとセックスをしてもいいとまで言い出したという。
1967年1月2日、パーカーは、マネジメント代理契約についてプレスリーと再交渉を行ない、それまで25％だった自分の取り分を50％にまで引き上げるようプレスリーを説得した。この契約について質問した評論家に対して、プレスリーは「70％を取っていくイースト・コースト・エンタテイメントとだって契約したかもしれないぜ！ (I could have signed with East Coast Entertainment where they take 70 percent!)」と切り返した。パーカーは、自分にとってプレスリーはたったひとりのクライアントであり、自分はプレスリーからしか収入を得ていないのだという理屈を述べた。
1966年、プレスリーが再びパーカーに反抗するそぶりを見せた後、人気の陰りもあり、パーカーは新しいアプローチを行なう時期が来たと判断し、プレスリーの結婚を仕掛けた。フランク・シナトラは、1966年にミア・ファローと結婚して大きな宣伝効果を上げていたが、パーカーはこれに注目していた。プレスリーは既に、10歳年下のプリシラ・ボーリューと4年間同棲していたが、その事実は公にされていなかった。ジェリー・リー・ルイスが、当時13歳だった従妹と結婚した事が明らかになったときには、ルイスの人気はガタ落ちになっており、パーカーは同様のスキャンダルがプレスリーに起こる事は許さなかったのである。
パーカーは、結婚がプレスリーの人気を再燃させるだけでなく、プレスリーを手なずけることになると期待していた。既にプリシラの父親がふたりの関係をほのめかしており、関係が発表前に公になることを恐れたパーカーは、なるべく早く彼女との関係をきちんとしたものにするようプレスリーを説得した。しかし、彼らの結婚式は平穏なものとはならなかった。パーカーは、結婚式をラスベガスでやると決め、1967年5月1日にふたりは、わずかな招待客だけが立ち会った、たった8分間の結婚式を挙げた。メディアが新婚のふたりの写真を撮影した後、レセプションとして朝食会が設定された。この結婚式はサーカスのようだったと述べる者もいた。

### カムバック：1968年 – 1972年
音楽界におけるエルヴィス・プレスリーの評価を回復させたのは、ミシン製造会社シンガーが提供した1968年のテレビ特別番組『ELVIS』と、これに続いてテネシー州メンフィスで行なわれた一連の優れた録音セッションであった。しかし、1960年代後半における音楽シーンと文化は、根本的に変化を遂げていた。「シンガー・スペシャル」のテレビ番組は、当初からこのような形になることが意図されていたわけではなかった。パーカーは、この放送が1968年12月に放送予定であることから、プレスリーがサンタの服装など、クリスマスの季節らしい衣装で登場し、クリスマス・ソングを歌うべきだと強硬に主張した（プレスリーを取り上げた歴史家たちの中には、当初の番組名が『Elvis and the Wonderful World of Christmas』であったと記す例も複数いる。）。プレスリーがかつてのヒット曲を歌うというアイデアを主張したのは、番組プロデューサーだったスティーヴ・ビンダー (Steve Binder) であり、さらにステージでかつてのバンド仲間であるスコティ・ムーアとD・J・フォンタナと共演するという趣向は、リハーサルの後にプレスリーの楽屋で、彼らがインフォーマルなジャムをやっていたことからひらめかれたものであった。プレスリーは、それまで決してパーカーに反対することはなかったが、このテレビ番組が本当にカムバックするための一世一代の機会だと悟っていた彼は、ビンダーの支持もあって、パーカーに対して番組を「ビンダーのやり方で」やると告げた。これはパーカーとプレスリーの協力関係の中で、プレスリーがパーカーに全面的に反抗した最初の出来事であった。
プレスリーとビンダーの直感は正しかった。テレビ特別番組は大反響を起こし、この番組の演奏を収録したアルバムはベストセラーになった。プレスリーの歴史家たちの見方によれば、この特別番組は、十年近くステージから離れていたプレスリーに、再びライブ・パフォーマンスをやりたいという気持ちを引き起こした。特別番組の後、パーカーは、短期間の全米ツアーや、ラスベガスにおける多数のパフォーマンスを含め、プレスリーのライブ・パフォーマンスへの復帰の準備を進めた。ラスベガスでの復帰後のショーが成功すると、パーカーはラスベガスのインターナショナル・ホテルと、ひと月におよぶプレスリーの公演を、当時としては前代未聞の週125,000ドルの報酬で行なうという契約を交わした。この当時、パーカーとプレスリーは、利益を50/50で折半する「パートナーシップ」関係に合意しており、他方でパーカーがマーチャンダイズなど音楽に直接関係しない商品をパーカーが管理していたことを考慮すると、パーカーはクライアントであるプレスリーよりも大きな利益を得ることになっていた。
プレスリーがラスベガスでのライブ・パフォーアンスで復帰に成功すると、パーカーは13年ぶりに本格的なツアーを再開する時が来たと決断した。ツアーが人気を集め、興行的にも成功して利益をもたらしたことは、プレスリーのその後の人生とキャリアにおける働き方を決定づけた。こうしたツアーにおけるパーカーの主な役回りは、必要な物資の調達を手配し、チケットが確実に売れるようにすることだった。パーカーは、いつも公演の現地にいち早く飛行機で入り、続いて現地入りするプレスリーの受け入れ準備にあたっていた。このため、プレスリーとパーカーが顔を合わせる機会はほとんどなく、時の過ぎるうちに、パーカーにとってもプレスリーに接触することは段々と難しくなっていった。一連のライブ・パフォーマンスは財政的に大きな満足のゆくものであっただけでなく、パーカーにとっては、プレスリーのRCAとのレコード契約にも都合が良いことであった。1969年から1972年までの4年間に、RCAはライブ・アルバムを3枚もリリースした。
1972年、パーカーはラスベガスにおけるプレスリーの報酬を週150,000ドルに引き上げることに成功し、年50,000ドルを「ホテル・チェーンのコンサルタント」としての顧問料として確保した。パーカーはまた、今こそプレスリーをニューヨークに再登場させるべきだと決め、6月にマディソン・スクエア・ガーデンでの公演を手配した。もともと3回の公演が計画されていたが、需要の強さを受けて、パーカーは4回目の公演を追加し、プレスリーはマディソン・スクエア・ガーデンを4日続けて満員にした最初のパフォーマーとなった。この4回の公演の売上は、730,000ドルに達した。
1972年7月8日、その数ヶ月前に行なわれたリチャード・ニクソン大統領の訪中に示唆を受け、パーカーは、「世界中の大都市すべてで公演することは不可能なので」として、ハワイから世界に向けて衛星中継を行い、全世界がプレスリーを見る機会を設けるという構想を発表した。プレスリーはその活動期間を通して、1957年にカナダの数都市でコンサートを行った以外、アメリカ合衆国外でパフォーマンスをすることはなかった。1972年9月2日にラスベガスで開いた記者会見で、パーカーは、このコンサートが「アロハ・フロム・ハワイ」というタイトルで催され、1973年1月14日に放送されることを発表した。記者会見では、この「世界中に生中継される最初のエンターテイメント特別番組」を視聴するために、10億人がチャンネルを合わせるとされたが、パーカーはヨーロッパやアメリカの一部を含む多くの国々で、放送時間の関係からコンサートの生中継は見られないことを考えていなかった。ラスベガスでの記者会見から2週間後、パーカーは、エディ・シャーマン (Eddie Sherman) という『ホノルル・アドバタイザー』紙のコラムニストから手紙を受け取った。シャーマンは、ニュース報道で、このコンサートが入場無料で行なわれ、代わりに慈善活動への寄付が求められる予定であることを知った。シャーマンはパーカーに、プレスリーがクイ・リーが書いた「I'll Remember You」を録音し、その後も歌っていることを踏まえ、このハワイのソングライターが1966年に死去した後に設立されたクイ・リー・癌財団 (the Kui Lee Cancer Fund) に寄付を寄せることを提案した。これを、プレスリーの慈善活動に熱心である姿を再度宣伝する好機と見たパーカーは、この提案に飛びついた。このコンサートのライブ・アルバムは世界中で同時発売され、アメリカ合衆国のチャートで首位に立ったが、これは1964年の映画『青春カーニバル (Roustabout)』のサウンドトラック・アルバム以来のことであった。

### 下り坂：1973年 - 1977年

#### 1973年 - 1974年
「アロハ・フロム・ハワイ」が、プレスリーとパーカーにとって最後の偉大な出来事であったことは、やがて明らかになっていった。1973年5月、プレスリーの処方薬への依存に対処しようと、プレスリーの父ヴァーノンとパーカーは、薬の供給源を断とうとした。彼らは私立探偵を雇い、薬の出所を突き止め、プレスリーが薬を入手できないようにした。しかし、程なくしてプレスリーは、彼が必要とする薬を与えてくれる別の医師を見つけることができた。後年、プレスリーの取り巻きだった者たちの一部は、プレスリーに薬を止めるよう説得することがいかに困難だったかをいろいろ語るようになった。プレスリーは彼らの雇い主として給与を支払っている立場であった上、彼ら自身にとっても薬物を入手できる主な方法はプレスリーから分けてもらうことであった。プレスリーの主治医であったジョージ・C・ニコポウラスは、しばしば偽薬をプレスリーに与えて、プレスリーを薬から遠ざけようとした。この方法は、しばらくの間は成功したが、やがてこの作為に気づいたプレスリーは、自分に協力してくれる他の医師たちを探して見つけた。パーカーの伝記作家であるアランナ・ナッシュは、パーカーがそれ以上の対処をしなかったのは、単にこの状況でどうすれば良いのか分からなかったからではないか、と示唆している。ナッシュによる伝記『The Colonel』は、「当時はまだベティ・フォード・クリニック (Betty Ford Clinic) もなく、治療のためにプレスリーをどこに連れて行くべきか、大佐は分かっていなかった。」と述べている。
「アロハ・フロム・ハワイ」の特別番組の後、パーカーは、後に法廷において、彼がプレスリーにとって最善の利益を追求していなかったことの証拠として使われることになる、ある契約を結んだ。パーカーは、プレスリーの過去の録音についての諸権利（バック・カタログ）を、わずか540万ドルでRCAに買い取らないかと持ちかけたのである。当時、プレスリーのバック・カタログは、そこまでの価値があるとは思われていなかったため、RCAも当初はもっと低い金額が妥当だと計算していたが、その後、これは音楽ビジネスにおける最も価値が高いカタログのひとつであることが明らかになっていった。
このカタログをRCAに売却するということは、プレスリーの死後、1973年以前の楽曲から生じるロイヤリティは、プレスリー家には何も入らなくなることを意味していた。パーカーのために公平を期すならば、当時はプレスリーが、プリシラとの離婚を止むなしと考え、その解決のための資金を確保することをパーカーに求めていたという事情があった。プレスリーは、音楽ビジネスにおける金の動きについて十分に理解することは終生なかったし、このバック・カタログの重要性がどれほどであるかと考えることもおそらくはなく、この件についてのパーカーの判断を信用していたものと思われる。パーカーの方も、このカタログにどれほどの価値が生じるかを知る由もなかった。
1974年以降、プレスリーは体重が増し、処方薬の乱用も制御不能なほどになっていた。ラスベガスのステージでも、呂律が回らなくなったり、歌詞を忘れるといった、薬物の影響下にあると思わせるような姿を見せ始めた。1973年9月のある公演では、プレスリーのお気に入りだったヒルトン・ホテルのスタッフが解雇されたことを知らされたプレスリーが、ステージ上で怒りをあらわにしてバロン・ヒルトン (Barron Hilton) を口汚くののしるという事態も生じた。パーカーは激怒し、ショーの後、楽屋に押し掛けてプレスリーと直談判に及んだ。ふたりは激論を交わし、プレスリーはパーカーを解雇すると告げた。この発言に激昂したパーカーは、「お前は俺をクビにはできない。こっちから辞めてやる！(You can't fire me. I quit!)」と宣言した。
パーカーは、両者の契約関係を終わりにすることを受け入れ、契約を解除するために、プレスリーに対して貸し付けていると主張した200万ドルの支払いを求めた。しかし、パーカーから送られた、個別の項目を積算した請求書を見たプレスリーの父ヴァーノンは、これを支払って契約を打ち切るだけの資金は持ち合わせていないと宣言した。さらに2週間近く罵倒を応酬したパーカーとプレスリーは、互いに矛を収め、この一件を水に流すことにした。
プレスリーの周囲にいた人々の多くは、悪化していく一方の薬物依存を心配していたが、パーカーはこの件を無視しているようだった。後に、プレスリーのバンドのメンバーたちの何人かは、パーカーが事態の重大性を認識していなかったと述べたが、中には、パーカーはどう対処してよいか分からず、また、対処することによってネガティブなパブリシティが生じる虞れを懸念して、この問題の存在自体を認めたくなかったのだ、という見解を支持する者もいた。パーカー自身によれば、クライアントであるプレスリーとこの件について話し合おうとはしたが、プレスリーが私生活には立ち入るなと言ったのだ、と述べている。

#### 1975年 – 1977年
1975年2月、ラスベガスで仕事をしていたプレスリーは、バーバラ・ストライサンドとジョン・ピーターズに会った。彼らは、映画『スター誕生』で、プレスリーがストライサンドと共演できないか、可能性を探った。遂にシリアスな俳優として認められる機会がきたと考えたプレスリーは、契約の条件が整うのならばこの役を受ける、と同意した。プレスリーの友人だったジェリー・シリングによれば、プレスリーはこの機会を新しい挑戦として大いに喜んでいたという。ストライサンドの制作会社ファースト・アーティスツは、プレスリーに50万ドルと利益の10％という条件を提示した。プレスリーの映画出演交渉をずっと仕切ってきたパーカーは、提示された条件は、交渉の起点に過ぎないと考え、100万ドルと利益の50％、さらに必要経費として10万ドルを要求し、サウンドトラックについて、さらに詳しく詰めることが必要だと主張した。こうした巨額の要求に慣れていなかったファースト・アーティスツは、これを受けての再提案は行なわず、主役をクリス・クリストファーソンに替えることを決めた。後にパーカーは、プレスリー自身が強気の契約を求めたために、制作会社が配役から降ろしたのだと主張したが、プレスリーの友人たちの多くは、プレスリーはこの役を失ったことに激怒していたと述べていた。
その後、1975年のうちに、サウジアラビアが、500万ドルで現地公演をというオファーをしてきた。パーカーはこの申し出を断ったが、これに対してサウジアラビア側が1000万ドルの再オファーをしてきたことで、プレスリーは大喜びした。それでも、プレスリーが現地でショーをすることに前向きだったにも関わらず、パーカーは再び申し出を断った。南アメリカの興行主たちも250万ドルなどの金額を提示してきたが、パーカーによって断られていた。「まあ、250万ドルが必要になったら、こちらから電話をするよ」とパーカーは言ったという。プレスリーは、パーカーに代わる新たなマネジメント担当者を検討し始めており、コンサーツ・ウェスト（Concerts West：後にアンシュッツ・エンターテイメント・グループに合流）の共同創立者のひとりトム・ヒューレット (Tom Hulett) が適任だと考えていた。ヒューレットの会社は、プレスリーのツアーのマネジメントを担っており、レッド・ツェッペリンなどのアーティストたちも手がけていた。当時のプレスリーを知る複数の人々が、ヒューレットとの話はかなり進んでいて、契約がまとまるのは間違いないものと思われていたと語っている。 両者の交渉は、ヨーロッパでのツアーの詳細な計画を含んでおり、ヒューレトと彼の会社は、プレスリーの契約を買い取るのに問題がないともされていた。しかし、この交渉が契約に結実することはなかった。プレスリーの伝記作家ピーター・グラルニックによれば、プレスリーとパーカーの関係は、「まるで結婚している夫婦のようなもので、大いなる愛情、忠誠心、尊敬によって始まり、それが相当の時間持続した後、様々な段階を経て、プレスリーの人生の終わりまで続いたが、どこかで決別しておくべきものであった。両者の関係の間にあったはずの決まり事は最後にはことごとく機能しなくなっていたが、どちらの側も自分から去る勇気はなく、そうしない様々な理由が両者にはあった」という。いずれにせよ、パーカーは、1977年にプレスリーが死去するまで、マネージャーの地位に留まり続けた。
パーカーは、プレスリーがツアーを休止して、中毒症状に対処する機会を設ける必要があることに気づいていた。パーカーは、プレスリーの父ヴァーノンに電話を入れ、休養を提案したが、ヴァーノンはツアーを休止できるような金銭的余裕はないと返された。さらにヴァーノンは、もしパーカーがプレスリーのツアーを続けないなら、新しいマネージャーを見つける、ともいってパーカーを脅した。
1976年、プレスリーのボディガードのうち3人が解雇され、彼らは内幕暴露本を出版することを決めた。内幕の詳細が公になることで、経歴に傷がつくことを恐れたプレスリーは、父を通してパーカーに連絡し、出版を止めさせるよう依頼した。パーカーは出版を阻止しようとしたが、その試みは失敗した。プレスリーの友人であったラリー・ゲラー (Larry Geller) によると、パーカーは、実際には密かにこの本の出版を望んでおり、これによって、プレスリーが自身のひどい状況に目を覚まし、それに何らかの対処をするよう説得することができればと考えていたという。この本は、1977年8月に出版されたが、それはプレスリーの死の2週間前のことであった。
その後、プレスリーの死まで、パーカーはほとんどプレスリーに会いもしなかった。ふたりは互いにほとんど他人同然のようになっており、メディアには、プレスリーの契約が売りに出されているという誤報が流れもした。パーカーは、この噂を公に否定したが、それまでにパーカーは、レッド・ツェッペリンのマネージャーだったピーター・グラントに、プレスリーのヨーロッパ・ツアーの面倒を見てもらえないかという話を持ちかけていた。プレスリーが海外で公演をするという話はいろいろあったが、パーカーがそれを実現まで漕ぎ着けたことは一度もなかった。

#### 海外ツアーがなかったことをめぐって
プレスリーのファンたちの間には、プレスリーが、おそらくは極めて魅力的なオファーがあったと思われるにもかかわらず、一度しか国外公演旅行をしなかったことについて、パーカーがアメリカ合衆国のパスポートを取得できない、あるいは、申請の段階で国外退去にされかねないと恐れていたからではないか、といった憶測が流れていた。アメリカ陸軍の退役軍人として、また、合衆国市民の配偶者として、合衆国市民権を申請できる立場にあっても、パスポートの取得に必要な合衆国市民権を申請すれば、これまで注意深く隠蔽してきた外国生まれという事実が暴かれかねなかった。
プレスリーは、キャリアを通して、1957年に短いツアーを行ったカナダのトロント、オタワ、バンクーバーのわずか3カ所でしかアメリカ合衆国外での公演をしていない。いずれにせよ当時は、アメリカ合衆国とカナダの国境を越えるのに、パスポートは不要だった。バンクーバーのラジオの人気者で、プレスリーのコンサートの司会を務めたレッド・ロビンソンは、パーカーはプレスリーに同行しておらず、ショーには現れないでワシントン州に滞在していた、と述べている。もっとも、国内ツアーの場合でも、パーカーはプレスリーのすべてのツアー、すべての公演に同行したわけではなく、このことだけではプレスリーが海外公演を行わなかった理由にはならないように思われる。
プレスリーが初の海外公演をするのではないかという噂は、1974年にオーストラリア公演に100万ドルの報酬という話が出て、一挙に盛り上がった。パーカーは、柄にもなくこの話に乗り気ではなく、プレスリーの取り巻きたちの間では、パーカーの過去や、パスポートを申請したがらない理由についての憶測がたちまち飛び交った。結局、パーカーは、海外で仕事をしてみたいというプレスリーの考えを封殺したが、プレスリー自身も海外での仕事にこだわらなかったことは明記しておくべきであろう。
プレスリーが海外公演を行わなかった理由としては、このほかにも以下のような説がある。
- パーカーが、海外におけるセキュリティは、アメリカ合衆国内よりも危ういと恐れていたこと。
- パーカーが、外部からの影響（マネージャー、代理人、等）が、パーカーとの契約内容がいかに特殊かをプレスリーに知らせることになると考えていたこと。
- プレスリーほどの大スターが公演を行うのにふさわしい大規模な会場がないこと。これらの言い訳は、プレスリーが海外でのツアーに関心を示した際に、しばしば持ち出された。他者との厳しい対立を嫌ったプレスリーは、こうした見解に反論することはなかった。
- 興行主たちの中には、ファンたちに1枚100ドルもするチケットを売ろうとした。パーカーは、ファンたちが搾取されるのを見たくないとしており、そのことが海外公演を断る理由のひとつともなっていた。

### プレスリーの死
1977年8月、ツアーに出かけることになっていた日の前日に、プレスリーは死んだが、一説には、パーカーは何事もなかったかのように振る舞っていたという 。また別の説では、彼は椅子に崩れ落ちて「なんてこった (oh dear God)」とつぶやき、直ちにプレスリーの父ヴァーノンに連絡を入れ、プレスリーのイメージを損なわないよう助言したという。
これからどうするのかと記者に問われたパーカーは、「なぜそんな、彼をマネジメントし続けるだけだよ! (Why, I'll just go right on managing him!)」と答えた。第一報とほぼ同時に、グレイスランドを訪れるより先に、パーカーはニューヨークへ向かい、マーチャンダイス関係の取引先やRCAの幹部と会い、プレスリー関連商品への巨大な需要が生じるから準備するように指示をした。その後、直ちにメンフィスで行なわれたプレスリーの葬儀に向かった。弔問客たちは、パーカーが、ハワイのアロハシャツに野球帽姿で、トレードマークの葉巻をくゆらせて現れ、棺を担うことを意図的に避けたことに、驚かされたという。葬儀の場で、パーカーはヴァーノンを説得して、プレスリーの死に関わる事業の管理を自分に委ねるという契約に署名させた。
1978年9月、プレスリーの一周忌の直前に、パーカーはファンたちの集う「オールウェイズ・エルヴィス (Always Elvis)」という行事を開催し、その場で、パーカー自身とヴァーノン、プレスリーの元妻プリシラによって、ラスベガス・ヒルトンのロビーに、プレスリーのプロンズ像を献納した。

### エルヴィス亡き後
プレスリーの死後、パーカーは Factors Etc. Inc とプレスリー関係の商品のライセンス業務提携を進め、プレスリーの残した資産（エステート）を支える安定した収入を確保した。後に明らかになったところによると、プレスリーはこの会社の22％、パーカーは56％を所有し、残りの22％は様々な取引関係者が所有していた。パーカーとプレスリーの間に結ばれた、不適切な助言に基づいた合意のために、1973年以前のすべての録音のロイヤリティはRCAが独占することとなり、エステートはもっぱら Factors Etc. Inc からの収入に依存せざるを得なくなった。しかし、パーカーは依然としてプレスリーのもとに入る収入の50％を得ており、税金を支払った後にエステートの維持のために残される金額は年間100万ドル未満しかなかった。
1979年1月、プレスリーが作詞者ないし作曲者として名を連ねた曲のロイヤリティがプレスリーに支払われていなかったことが明らかになったが、これはパーカーが、愚かにも、米国作曲家作詞家出版者協会 (ASCAP) とも後発のBMIとも契約はしないほうがよい、とプレスリーに助言していたためであった。この分野の専門家たちは、当時これによってプレスリーが逸失した金額は何百万ドルにも上るだろうと推察したが、パーカーにとっても何百万ドルの損失になっていたはずである。
1980年当時、エステートの維持には年間50万ドルほどが必要だと見積もられていた。プリシラと遺産管理にあたるトラストは、引き続きパーカーがプレスリー関係の事業に関わることを認め、それが認められるよう法廷で訴えた 。しかし、ジョセフ・エヴァンス判事 (Judge Joseph Evans) は、リサ・マリー・プレスリーが未成年であったことを踏まえ、法廷弁護士ブランチャード・E・トゥアル (Blanchard E. Tual) を指名して、パーカーのマネジメントについての調査を命じた。以前、リサ・マリーの訴訟後見人 (guardian ad litem) に指名されたこともあったトゥアルは、パーカーがプレスリーのマネジメントにあたった全期間について精査し、まずパーカーの取り分であった50％という数字が、業界の平均的な水準である15-20％に比べて法外なものであることを確認した。トゥアルは、プレスリー存命中のパーカーの仕事ぶりについて、特に1973年に過去のロイヤリティに関する諸権利をRCAへ540万ドルで売却したことを、「非倫理的 (unethical)」で、不手際な対処だったと論じた。その後、2回目の、より詳細な調査によって、すべての収入は直接にはパーカーに入らず、全額がいったんトラストに入ることを、トゥアルは発見した。この時点までに、アメリカ合衆国内国歳入庁 (IRS) は1500万ドル近くの支払いを求めており、エステートは破産の危機に瀕していた。パーカーがやっていたことの真実が明らかにされたのである。
1981年8月14日、エヴァンス判事は、 エルヴィス・プレスリー・エンタープライジズに対し、不適切な管理 (mismanagement) をしていたパーカーを提訴するよう指示した。これに対し、パーカーは反訴した。パーカーに対する訴訟は、1983年に法廷外での示談となり、エステートはパーカーに200万ドルを支払い、その代わりに5年間にわたってプレスリー関連の事業から一切手を引くこととなった。また、パーカーは、所有しているプレスリーの音源や映像の諸権利を、すべて手放すことも命じられた。
プレスリーの没後、パーカーはヒルトン・ホテルズの「コンサルタント」として働いていたが、一部からは、プレスリーがヒルトンでショーをしている間、カジノのギャンブルで 負け込んだ負債を働いて返しているのだとも見られていた。この立場のおかげで、パーカーはプレスリーが存命だったころから使っていたのと同じ、4階のスイートルームを使い続けていたが、1984年にはギャンブルの負債が再び膨らんだとされ、パーカーはそこから退去させられた。しかし、表面上はパーカーとヒルトンの関係は以前と変わらず良好で、パーカーは、ヒルトンによるプレスリーの死去10周年の記念イベントを手助けした。
プレスリー・エステートとの紛争にも関わらず、パーカーは高名な顧客たちを失うことはなかった。パーカーは、プレスリーの死後に開かれた様々な追悼行事に出席し、1993年にアメリカ合衆国郵便公社がロックンロールの王様（プレスリー）を讃えて記念切手を発行した際にも姿を見せた。パーカーはエステートとの関係も修復し、プリシラの招きに応じて、メンフィスでの特別な儀式や行事にも出席した。しかし、時には、プレスリー家の人々の感情を逆撫でするような、エステートの決定に逆らうような発言もした。1994年、リサ・マリーがマイケル・ジャクソンと結婚した後、パーカーはプレスリーが生きていたらこの結婚を認めないだろうと発言し、1993年には、プレスリーが伝説的存在であり続け、顕著に熱狂的な人気が利益を生んでいることに腹を立てたパーカーは、「私がエルヴィスから搾り取ったものなど、彼がいま搾り取られているものには及ばないだろう (I don't think I exploited Elvis as much as he's being exploited today)」と述べた。
1994年、カリフォルニア州パームスプリングスのパームスプリング・ウォーク・オブ・スターズにおいて、ゴールデン・パーム・スターがパーカーに与えられた。

## 死去
パーカーが公の場に最後に姿を見せたのは、1994年であった。その時点で、彼は既に病に冒されており、家から出かけるのも大変な状態であった。1997年1月20日、パーカーの妻は、居間で何かが倒れる音を聞き、すぐに電話をかけたが応答がなかったので、彼女は居間へ行き、パーカーが椅子の上でぐったりしているのを見つけた。彼は心臓発作を起こしていた。
翌朝、パーカーは、ネバダ州ラスベガスにおいて、87歳で死去した。その死亡診断書は、出生国をオランダとし、国籍をアメリカ合衆国としていた。彼の葬儀は、ヒルトン・ホテルで執り行われ、友人たちや、エディ・アーノルドやサム・フィリップスといった、かつての仕事仲間が集まった。エルヴィス・プレスリー・エステートを代表してプリシラ・プレスリーが出席し、次の弔辞を述べた。出席者の多くが、それはパーカーの生涯を完璧に要約したものであると感じたという。
エルヴィスと大佐は、一緒に歴史を作り、ふたりの共同作業によって、この世界はより豊かで、より良く、より面白いものになったのです。そして、今や私は自分の財布の場所を確認しておかなければなりません。ここに来るまでチケット売り場はなかったけれど、ここから出て行くまでには、大佐がどこかで料金をとるよう用意しているはずですから。

Elvis and the Colonel made history together, and the world is richer, better and far more interesting because of their collaboration. And now I need to locate my wallet, because I noticed there was no ticket booth on the way in here, but I'm sure that the Colonel must have arranged for some toll on the way out.

## 私生活

### 結婚
1935年、まだサーカスの一員として旅をしていたころ、パーカーは当時27歳だったマリー・フランシス・モット (Marie Francis Mott) と出会い、結婚した。マリーは6人きょうだいのひとりで、既に2回の結婚歴があり、最初の結婚で生まれた息子がひとりいた。当時のパーカーは知らなかったことだったが、彼女には最初の結婚でもうけたもうひとり息子があったが、障害（先天性内反足）のために生まれてすぐに養子に出していた。一部の論者は、パーカーがマリーと結婚したのは、彼の合衆国における不法滞在を欺くためだったのではないかと見ている 。子どものいる合衆国市民との結婚によって「出来合いの家屋」をもつことは、彼の過去を都合良くなかったことにすることができたのではないかというのである.。しかし、恋愛から結婚につながったという以上の事柄を裏付ける証拠は何も見つかっていない。
しかし、また別の論者たちは、そもそもふたりが法律上結婚したのかどうかを疑っている。パーカーが後年になってからAP通信のインタビューに応えて述べたところによれば、彼はマリーとフロリダ州タンパで、1932年の冬に結婚したというが、フロリダ州の人口統計局 (the Florida Office of Vital Statistics) には1927年から1946年までの間にそのような登録がなされた記録が存在していないまた、他方では、マリーが2人目の夫と1936年まで離婚していなかったという記録もあり、彼女のきょうだいであるビッツィー (Bitsy) は、パーカーとマリーが結婚式らしいことは何もしなかったと述べている。 著作家アランナ・ナッシュは、ふたりが単に聖書に手をおいて「巡回する見世物としての結婚式 (carny wedding)」をやっただけなのではないかと示唆している。
結婚当初、マリーとパーカーは、カーニバルなどで一緒に働いていた。パーカーがマネジメント業で働くようになると、マリーは徐々に専業主婦になっていったが、時にはパーカーとともに全国各地への旅に出かけた。1960年代になると、永く健康を害していたマリーは認知症の兆候を見せるようになった。かつて自分が知っていた女性が急速に衰えていくことに心を痛めたパーカーは、彼女から距離を置くようになった。マリーは1986年11月に、慢性脳症候群で死去した。1990年10月、パーカーは、1972年から秘書を務めていたロアン・ミラー (Loanne Miller) を結婚した。これ以降、彼はラスベガスに居を定め、報道陣との接触を避けるようになった。

### ギャンブル癖
ダーク・ヴェレンガやアランナ・ナッシュなどパーカーの伝記作家たちの多くは、パーカーのギャンブル癖が常軌を逸するようになっていったのは1960年代半ばのことだったと述べている。妻の健康の悪化や、プレスリーのキャリアの停滞が重なって、そこからの逃げ道を、ラスベガスのカジノに求めたのである。ファンの多くも、伝記作家たちも、パーカーが1969年に、カムバック公演の場としてプレスリーにラスベガスのホテルとの契約をさせた大きな理由は、ホテルのカジノで作った借金の穴埋だったのであろうと考えている。パーカーは、巨額のベットを繰り返しながら、12時間から14時間もカジノで過ごすことがあった。プレスリーが死んだとき。パーカーのラスベガス・ヒルトンに対する負債は3000万ドルに達していたのではないかとも推測されていた。生前のパーカーは、生涯に1億ドル以上を稼いでいたはずであるが、彼が死んだときに遺産として残されていたのは、わずか100万ドル相当だけであった。

## 関連作品

### 映画、テレビ映画
パーカーは、様々な役者たちによって演じられている。
- ディック・クラークがプロデュースした、ジョン・カーペンター監督、カート・ラッセル主演のテレビ映画『Elvis』（1979年）では、パット・ヒングルが演じた。
- テレビ映画『Elvis and Me』（1988年）では、ヒュー・ギリン（英語版）が演じた。
- ロブ・ヤングブラッド (Rob Youngblood) が主演したテレビ映画『Elvis and the Colonel: The Untold Story』（1993年）では、ボー・ブリッジスが演じた。
- ジョナサン・リース＝マイヤーズがエルヴィスを演じて主演したCBSのテレビ・ミニシリーズ『Elvis』（2005年）では、ランディ・クエイドが演じた。クエイドはこの作品の演技で、ゴールデングローブ賞やエミー賞にノミネートされ、サテライト賞ではミニシリーズ/映画部門の最優秀助演男優賞を獲得した。

チャールズ・ディケンズの古典的作品『クリスマス・キャロル』を現代に置き換えた映画『3人のゴースト (Scrooged)』には、パーカーが言及される場面がある。
1991年の映画『ザ・コミットメンツ (The Commitments)』では、バンドのマネージャーであるジミー・ラビット（Jimmy Rabbitte：演じるのはロバート・アーキンズ）が、父親から皮肉を込めて「ジミー・ラビット大佐 (Colonel Jimmy Rabbitte)」と呼ばれる場面がある。
2022年、映画『エルヴィス』Elvisが公開予定。トム・ハンクスがパーカーを演じる。

### 文学
- ヴィヴェク・ティワリー（英語版）の『The Fifth Beatle』（2013年）は、ビートルズのマネージャーであったブライアン・エプスタインの小説仕立ての評伝であるが、1960年代半ばにパーカーとエプスタインが会う場面を描いている。そこでパーカーは、貪欲な悪魔的人物として描かれている。この場面は、パーカーによるエルヴィスの管理ぶりと、エピスタインがビートルズに認めていた自由を対比して描いている。この場面で、パーカーは、反ユダヤ主義的人物といても描かれている。ティワリーはインタビューの中で、パーカーは実際にそういったコメントをしていた、と述べている[65]。

### テレビ
- パーカーは、アニメ・シリーズ『Archer』の第5シリーズ『Archer: Vice』の第5話「Southbound and Down」でも言及されている。主人公の母親マロリー・アーチャー (Malory Archer) が、自分はクライアントから所得の50%をもらっていると述べたのに対し、ラナ・ケイン (Lana Kane) という登場人物が「あんた何様なの? マム・パーカー大佐? (Who are you, Colonel Mom Parker?)」と応じる。
- テレビ・シリーズ『新スーパーマン (Lois & Clark: The New Adventures of Superman)』では、登場人物ペリー・ホワイトが頻繁に、クラーク・ケントにとっての自分は、エルヴィスにとっての大佐のようなものだと述べる。（とある回では、クラークがキャット・グラントに言い寄られているところで、ペリーがクラークを引き離し、駆け出しのころのエルヴィスがある女の子に恋をして結婚しようと思ったが「大佐が直ちに止めさせた。そんなことをすればキャリアもお終いだし、その娘は彼にふさわしくなかった。俺がいいたいことが分かるか、おまえ。」と言うと、クラークは頷く。また別の回では、クラークが「今年のジャーナリスト賞」を受賞したと聞いたペリーが、直ちにクラークを抱き寄せ、「これでエルヴィスが最初のゴールドディスクを獲った時の大佐の気持ちがわかったよ」と言う。）
- 『スポンジ・ボブ』のエピソード「Hello Bikini Bottom!」には、パーカーのパロディである音楽プロモーターのカーパー大佐（Colonel Carper：声はアンディ・サムバーグ）が登場し、主人公スポンジボブ（英語版）とその隣人イカルド・テンタクルズにツアーの咄を持ちかける。
- 『原始家族フリントストーン』のエピソード「The Girls' Night Out」では、フレッド（英語版）が、遊園地でアルバムを録音して、十代のアイドルになる。彼のマネージャー（声はメル・ブランク）は、「大佐 (The Colonel)」と呼ばれる、エルヴィスに対するパーカーを極端に誇張して戯画化した人物である。大佐は、ほかにも「もみあげの長い奴」のマネジメントもしているが、その名前は思い出せない、という[66]。
- 『ザ・シンプソンズ』のシーズン21、第9話「エイブのすべらない話（英語版）」には、パーカーへの言及が出てくる。
- 連続テレビ・ドラマ『Vinyl』では、ボビー・カナヴェイルが演じるリッチー・フィネストラ (Richie Finestra) というレコード・レーベル「アメリカン・センチュリー (American Century)」の社長が、1973年にラスベガスでエルヴィス・プレスリー（ショーン・ウェイン・クラッシュ (Shawn Wayne Klush) が演じている）に会う。リッチーは、エルヴィスに、ラスベガスで歌うのを止めて、キングらしく、新しい創造的な音楽制作に打ち込むべきだと説得する。大佐（ジーン・ジョーンズが演じている）は、リッチーの動きを知ると激怒し、エルヴィスに自分との契約書の話をするが、エルヴィスは銃を取り出して大佐に向ける[67]。